# 温嘉旋
温嘉旋（1953年4月—），香港人，汉族，中华人民共和国政治人物、第十一届全国人民代表大会香港地区代表。
毕业于美国哥伦比亚大学经济专业。英國牛津大學法律碩士，担任镒源资本有限公司董事长。2008年起担任全国人大代表。